# Hidroliză enzimatică

## APLICAȚII PRACTICE ALE HIDROLIZEI ENZIMATICE
Hidroliza enzimatică are numeroase aplicații atât în organism, cât și la scară industrială, datorită specificității cu care acționează enzimele.

### Hidroliza amidonului
Amidonul este o polizaharidă, un compus care conține amiloză și amilopectină.
Prin hidroliză enzimatică, în reactoarele industriale:
- amidonul este transformat în oligozaharide sub acțiunea enzimei numită α-amilază;
- sub acțiunea enzimei numită glucoamilază legăturile eterice din oligozaharide sunt scindate și în final se obține glucoza.
Se obține un sirop care are numeroase aplicații în industria alimentară. Amidonul poate fi hidrolizat și chimic, dar siropul care se obține conține compuși nedoriți, cel mai adesea colorați; purificarea unui astfel de sirop este costisitoare și anevoioasă.

### Obținerea industrială a berii si a alcoolului
Una din aplicațiile importante ale hidrolizei enzimatice a amidonului este obținerea berii și a alcoolului. Amidonul este hidrolizat enzimatic la o temperatură de 50°C, sub acțiunea amilazei din malț (produs obținut din boabe de orez încolțit). În urma reacției se formează un sirop care conține oligozaharide și dizaharida numită maltoză.
Pentru fabricarea berii se distrug, prin încălzire, amilazele și se adaugă drojdie de bere. Aceasta conține enzime care vor hidroliza maltoza în glucoză și apoi o vor transforma pe aceasta în alcool. Dextrinele nu sunt distruse prin acțiunea drojdiei de bere și sunt cele care îi dau acesteia consistență și gust.
Pentru fabricarea alcoolului se adaugă drojdie de bere la amestecul obținut la hidroliza amidonului, fără a distruge amilazele. Acestea și enzimele din drojdia de bere vor transforma oligozaharidele obținute la hidroliza amidonului în glucoză și pe acesta în alcool etilic.

### Hidroliza enzimatică a aspirinei
În organismele vii, reacțiile chimice trebuie să se desfășoare în condiții blânde. Rolul catalizatorilor acizi și bazici este jucat de enzimele care catalizează specific anumite reacții biochimice.
Aspirina, este un medicament cu acțiune antiinflamatoare, care conține grupa funcțională ester. După ce este ingerată, asupra grupei ester a aspirinei, acționează, specific, o enzimă, care conține o grupă –OH liberă. Enzima determină hidroliza aspirinei: se formează  acidul salicilic.
În urma hidrolizei aspirinei, enzima se inactivează și nu mai poate cataliza procesul de sinteză a  prostaglandinei, proteină implicată în mecanismul producerii durerii și a stimulării inflamării țesuturilor. Se aplică astfel acțiunea antiinflamatoare și calmantă a aspirinei.